# Біннінген (Рейнланд-Пфальц)
Біннінген (нім. Binningen) — громада в Німеччині, розташована в землі Рейнланд-Пфальц. Входить до складу району Кохем-Целль. Складова частина об'єднання громад Кайзерзеш.
Площа — 6,70 км2. Населення становить 696 ос. (станом на 31 грудня 2020).

## Галерея

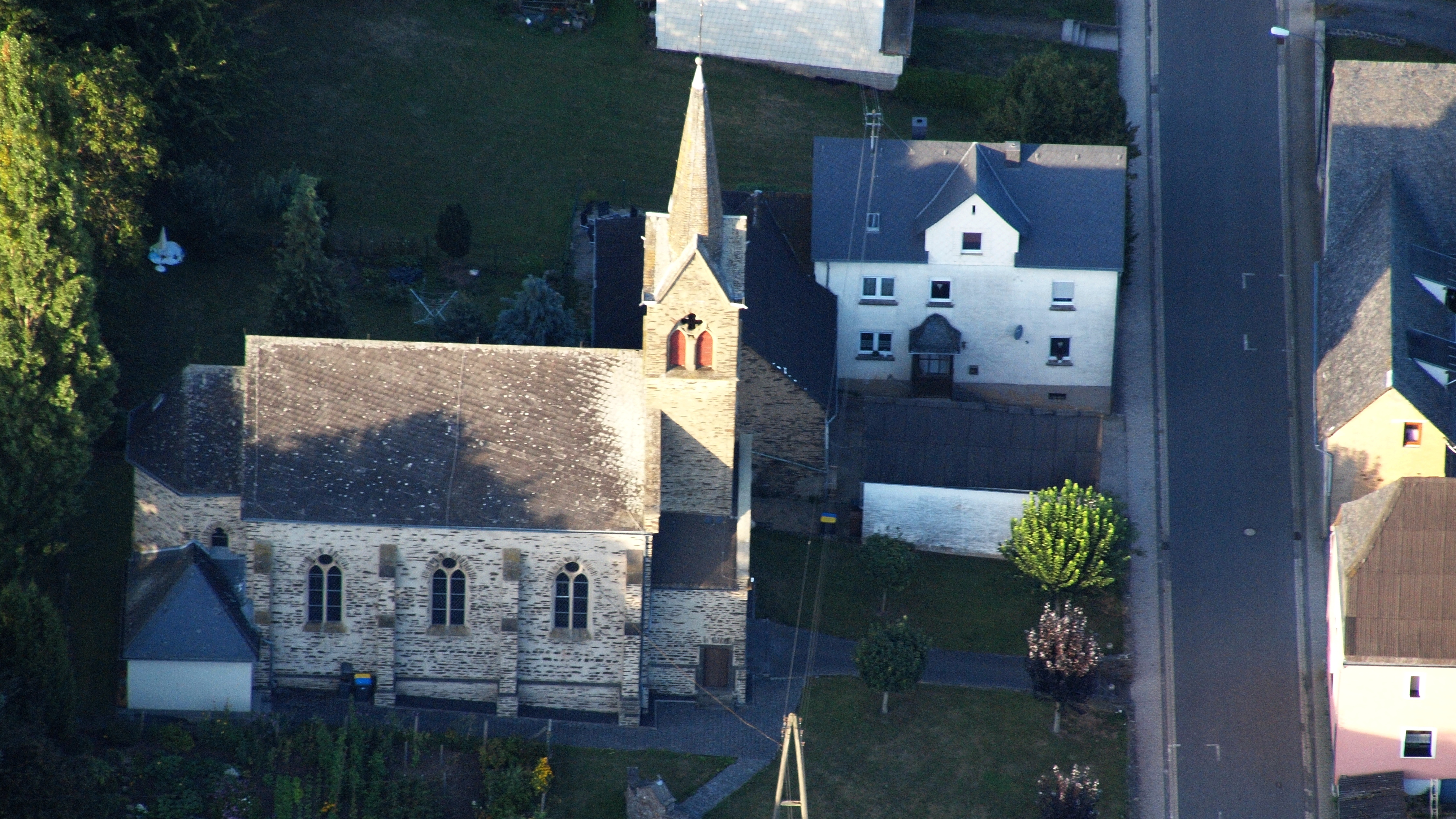